# ييغور شفتشينكو
ييغور شفتشينكو (بالروسية: Шевченко, Егор Владимирович)‏ هو لاعب كرة قدم روسي في مركز الوسط، ولد في 4 فبراير 1978 في سانت بطرسبرغ في روسيا. لعب مع شينيك ياروسلافل وموردوفيا سارانسك.